# Francesc Melcion
Francesc Melcion (Barcelona, 1968) és un fotògraf català. L'any 1991 comença a treballar com a fotoperiodista al diari Avui, i el 2010 s'incorpora al diari Ara com a cap de Fotografia. L'any 2000 va iniciar una sèrie de reportatges al sud-est asiàtic, Vietnam, Cambodja, Laos i Xina, per donar testimoni de les cultures i societats del riu Mekong. Per aquest treball, l'any 2002 va guanyar una beca Fotopres. L'any 2005 visita Bombay, ciutat a la qual torna l'any 2009. També ha viatjat al Pakistan (2007-2008) i Tadjikistan (2011).